# Quận San Augustine, Texas
Quận San Augustine (tiếng Anh:San Augustine County) là một quận trong tiểu bang Texas, Hoa Kỳ. Quận lỵ đóng ở thành phố San Augustine6. Theo kết quả điều tra dân số năm 2000 của Cục điều tra dân số Hoa Kỳ, quận có dân số 8.946 người.

## Thông tin nhân khẩu
Theo điều tra dân số {{GR}|2}} năm 2000, quận đã có 8.946 người, 3.575 hộ, và 2.520 gia đình sống trong quận. Mật độ dân số là 17 người cho mỗi dặm vuông (7/km ²). Có 5.356 đơn vị nhà ở với mật độ trung bình là 10 cho mỗi dặm vuông (4/km ²). Cơ cấu dân tộc của dân cư quận gồm 69,26% người da trắng, 27,95% da đen hay người Mỹ gốc Phi, 0,20% người Mỹ bản xứ, 0,20% người châu Á, 1,64% từ các chủng tộc khác, và 0,75% từ hai hoặc nhiều chủng tộc. 3,58% dân số là người Hispanic hay Latino thuộc chủng tộc nào.
Có 3.575 hộ, trong đó 26,80% có trẻ em dưới 18 tuổi sống chung với họ, 53,50% là các cặp vợ chồng sống với nhau, 13,50% có chủ hộ là nữ không có mặt chồng, và 29,50% là không lập gia đình. 27,00% của tất cả các hộ gia đình đã được tạo thành từ các cá nhân và 14,90% có người sống một mình 65 tuổi trở lên đã được người. Bình quân mỗi hộ là 2,43 và cỡ gia đình trung bình là 2,93.
Trong quận, độ tuổi dân cư với 23,70% ở độ tuổi dưới 18, 6,80% 18-24, 23,00% 25-44, 25,10% 45-64, và 21,40% người 65 tuổi trở lên. Tuổi trung bình là 42 năm. Cứ mỗi 100 nữ có 92,10 nam giới. Cứ mỗi 100 nữ 18 tuổi trở lên, đã có 85,90 nam giới.
Thu nhập trung bình cho một hộ gia đình trong quận đã được $ 27.025, và thu nhập trung bình cho một gia đình là $ 32.772. Nam giới có thu nhập trung bình $ 28.395 so với 18.925 $ cho phái nữ. Thu nhập trên đầu cho các quận được $ 15,548. Giới 15,60% gia đình và 21,20% dân số sống dưới mức nghèo khổ, trong đó có 30,70% những người dưới 18 tuổi và 20,10% có độ tuổi từ 65 trở lên.